# Temple de Ptah (Karnak)
Pour les articles homonymes, voir Temple de Ptah.
Le temple de Ptah de Karnak est situé à l'intérieur de l'enceinte d'Amon-Rê. Ce petit sanctuaire est situé au nord du grand temple d'Amon de Karnak au bout d'une allée pavée qui était jalonnée de chapelles osiriennes édifiées entre la Troisième Période intermédiaire et la Basse époque.

## Description
En 1899, la stèle de consécration du temple est découverte par Georges Legrain. 
Ce petit temple dans l'état où il se présente aujourd'hui est le résultat de l'agrandissement successif du sanctuaire initial. Selon les inscriptions conservées sur ses murs la première fondation dédiée au dieu de Memphis à Thèbes remonte au Moyen Empire et a été reconstruit en pierre par Thoutmôsis III à la XVIIIe dynastie. Par la suite le plan du temple s'est développé vers l'ouest avec l'ajout de portes successives formant des propylées. 
Le temple est orienté est-ouest. Il mesure près de quarante-cinq mètres de longueur pour une dizaine de largeur.
Son sanctuaire est tripartite avec une chapelle axiale et deux chapelles latérales. Seule la chapelle centrale communique dans la cour du temple, les deux chapelles annexes communiquant avec la principale par des portes secondaires. La cour qui précède ce sanctuaire est dotée d'un portique à deux colonnes fasciculées. Cette cour ouvre par l'ouest par un pylône de petite dimension occupant toute la largeur de l'édifice dont chacun des môles contient des pièces secondaires destinées à abriter le matériel du culte. Le môle nord comprend en outre un escalier permettant d'accéder au sommet de l'édifice.
Devant ce pylône se trouve un kiosque à colonnes composites reliées entre elles par des murs d'entrecolonnement. Quatre autres portails précédent ce kiosque. Ainsi la première entrée du temple est la plus récente, datant de l'époque ptolémaïque, et plus on avance vers le sanctuaire plus on remonte dans le temps.

## Interprétation
La chapelle principale du sanctuaire comprend aujourd'hui un socle supportant une statue acéphale du dieu Ptah tandis que la chapelle latérale sud comprend une statue de Sekhmet. La statue brisée du dieu Ptah a été retrouvée en fait dans la chapelle latérale nord. Les inscriptions nous révèlent en effet que la chapelle axiale comportait en réalité un naos contenant une statue du dieu Amon, véritable maître de ces lieux qui hébergeait en quelque sorte les dieux de Memphis.
Il n'en reste pas moins que les reliefs du temple sont bien consacrés aux dieux memphites comme l'atteste notamment celui de l'arrière du temple représentant le dieu Ptah ainsi qu'Imhotep divinisé devant lesquels pharaon officiait.